# Pogontypus dissimilis
Pogontypus dissimilis är en insektsart som beskrevs av William Lucas Distant. Pogontypus dissimilis ingår i släktet Pogontypus och familjen hornstritar. Inga underarter finns listade i Catalogue of Life.